# Військовий цвинтар на вул. Прандоти у Кракові
Військовий цвинтар — комунальний цвинтар у Кракові, в районі Старе місто, по вул. Jana Prandoty, 1. Площа близько 11 га.
В 1920 р. на терені колишнього полігону саперів австрійської армії на Варшавському передмісті по вул. Prandoty, утворено невеликий з 10 квадратними полями військовий цвинтар.

## Українські поховання

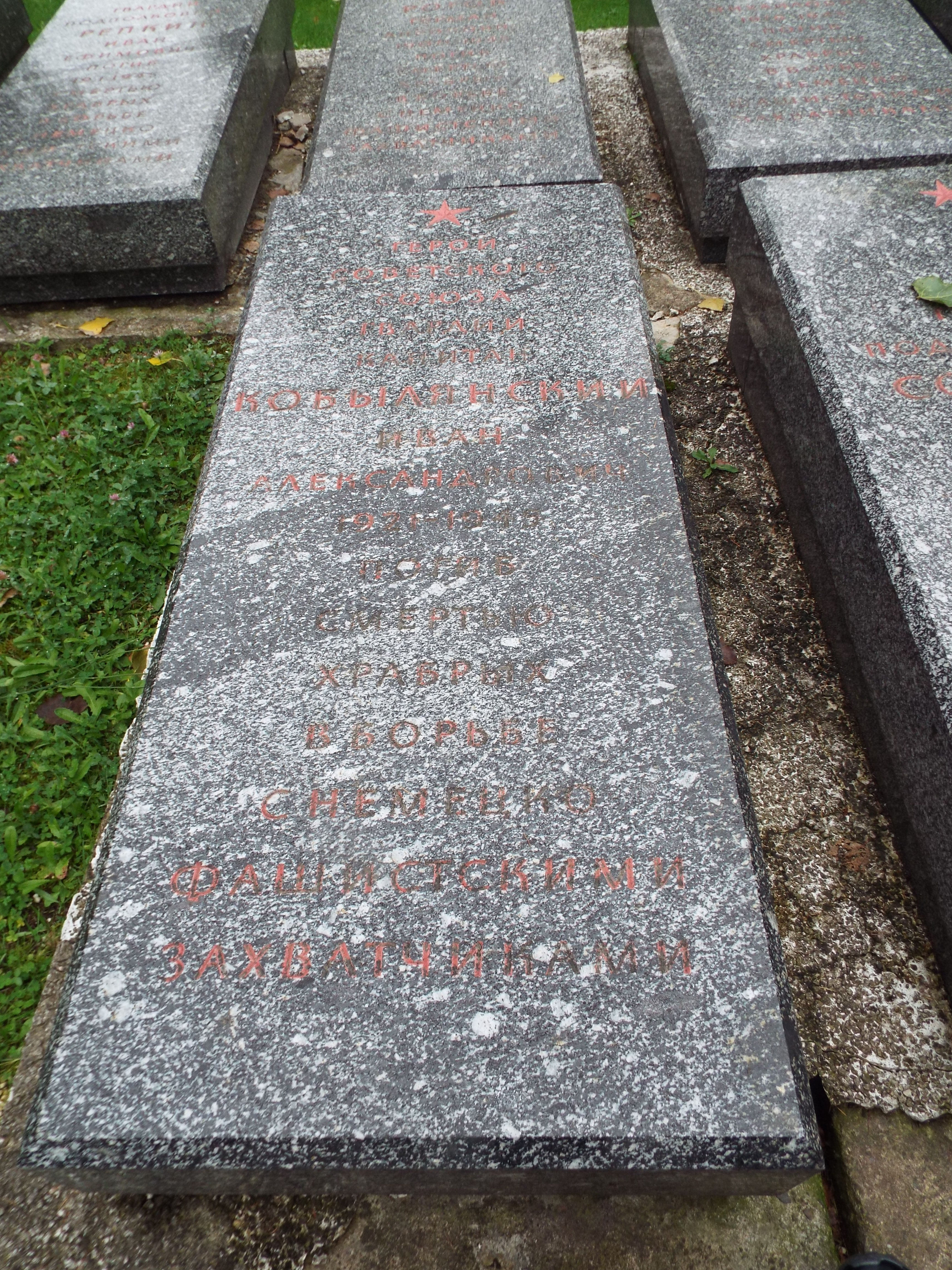
Поховання Івана Кобилянського - пілота-бомбардувальника Червоної армії. Фото 2021 р.

Кватера радянських солдат, які загинули в боях під Краковом. Серед похованих тут пілот Червоної армії з Кировоградщини, що загинув у боях за Краків у квітні 1945 року, сержант бомбардувальної авіації Іван Кобилянський — герой Радянського Союзу (1921—1945). Спочатку був похований біля фортечної стіни Кракова біля барбакану. Координати поховання: 50.078533°, 19.955417°. На території кватери радянських солдат розміщено кам'яні стели з прізвищами загиблих, серед яких багато українців.
В 2019 р. Євген Місило ідентифікував розміщення поховань українців-в'язнів концтабору Явожно, які були визнані особливо небезпечними і розстріляні в краківській в'язниці Монтелюпіх. Знайдено могили 49 страчених на Раковицькому цвинтарі та на військовому цвинтарі по вул. Прандоти. Місцем поховання розстріляних українців на військовому цвинтарі є сквер у північній частині цвинтаря, званий «Під парканом». Тут поховані:
- Вербовий Владислав (Werbowy Władysław), s. Teodora i Ireny, ur. 22.07.1920 r. w Korniach, pow. Tomaszów Lub. Дата смерті: 13.11.1947 r. Дата поховання: 5.05.1948 r. Тіло привезено з Кафедри описової анатомії Ягеллонського університету.
- Мачишин Михайло (Maczyszyn Michał), s. Kseni Maczyszyn, ur. 5.04.1927 r. w Grąziowej, pow. Przemyśl. Дата смерті: 9.07.1947 r. Дата поховання: 5.05.1948 r. Тіло привезено з Кафедри описової анатомії Ягеллонського університету.
- Тут, імовірно, знаходиться могила Стефана Барана, с. Зиґмунта і Катерини, нар. 26 квітня 1921 р. в Цетулі, пов. Ярослав, засудженого до 10 років ув'язнення, який помер у Монтелюпіх 11 жовтня 1952 р. Вона знаходиться, правдоподібно, під парканом цвинтарної огорожі при вулиці Prandoty[2].
- На цьому ж цвинтарі похований також Олександр Курилло (Aleksander Kuryłło, 1930-2006) – український діяч кола УСКТ (потім ОУП) у Кракові. Збирач української спадщини Лемківщини. Співзасновник та голова Освітнього товариства імені Богдана Нестора Лепкого, співорганізатор пікетів та протестів з метою повернення церкви св. Норберта в Кракові. Поле LXXXIV, ряд 4, могила 39[1].
- На військовому цвинтарі в полі 6 знаходиться поховання Качоровських-Войтил — дідів та батьків Яна Павла ІІ. Фелікс Качоровський (1849—1908) — батько Емілії (1884—1929) — матері Іоанна Павла ІІ з дому Качоровської, як двадцятирічний ремісник і греко-католик втік від переслідувань на Холмщині в підвладному Росії Польському королівстві до Галичини — Білої-Краківської. Оженився з Анною Марією Шольц. Переїхав з родиною до Кракова, де оселився на вулиці Dluga. Помер у віці 59 років, як свідчить запис в книзі парафії св. Флоріана[1][3].